# NGC 5033
NGC 5033 este o galaxie spirală situată în constelația Câinii de Vânătoare. A fost descoperită în 1 mai 1785 de către William Herschel. Se află la o distanță de 19,05 megaparseci de Pământ.